# Сідар-Блафф (Алабама)
Сідар-Блафф (англ. Cedar Bluff) — місто (англ. town) в США, в окрузі Черокі штату Алабама. Населення — 1845 осіб (2020).

## Географія
Сідар-Блафф розташований за координатами 34°13′17″ пн. ш. 85°35′19″ зх. д. / 34.22139° пн. ш. 85.58861° зх. д. (34.221422, -85.588565).  За даними Бюро перепису населення США в 2010 році місто мало площу 13,28 км², з яких 13,13 км² — суходіл та 0,15 км² — водойми.

## Демографія
Згідно з переписом 2010 року, у місті мешкало 1820 осіб у 766 домогосподарствах у складі 521 родини. Густота населення становила 137 осіб/км².  Було 1302 помешкання (98/км²).
Расовий склад населення:
| - 86,2 % — білих - 9,9 % — чорних або афроамериканців - 0,7 % — корінних американців - 0,3 % — азіатів |

До двох чи більше рас належало 2,4 %. Частка іспаномовних становила 1,2 % від усіх жителів.
За віковим діапазоном населення розподілялося таким чином: 21,4 % — особи молодші 18 років, 59,6 % — особи у віці 18—64 років, 19,0 % — особи у віці 65 років та старші. Медіана віку мешканця становила 45,0 року. На 100 осіб жіночої статі у місті припадало 93,6 чоловіків;  на 100 жінок у віці від 18 років та старших — 91,2 чоловіків також старших 18 років.
Середній дохід на одне домашнє господарство  становив 46 722 долари США (медіана — 36 389), а середній дохід на одну сім'ю — 52 677 доларів (медіана — 38 321). Медіана доходів становила 31 696 доларів для чоловіків та 31 008 доларів для жінок. За межею бідності перебувало 25,8 % осіб, у тому числі 39,3 % дітей у віці до 18 років та 7,9 % осіб у віці 65 років та старших.
Цивільне працевлаштоване населення становило 682 особи. Основні галузі зайнятості: освіта, охорона здоров'я та соціальна допомога — 22,0 %, роздрібна торгівля — 17,6 %, виробництво — 16,9 %.